# Kimiko Glenn

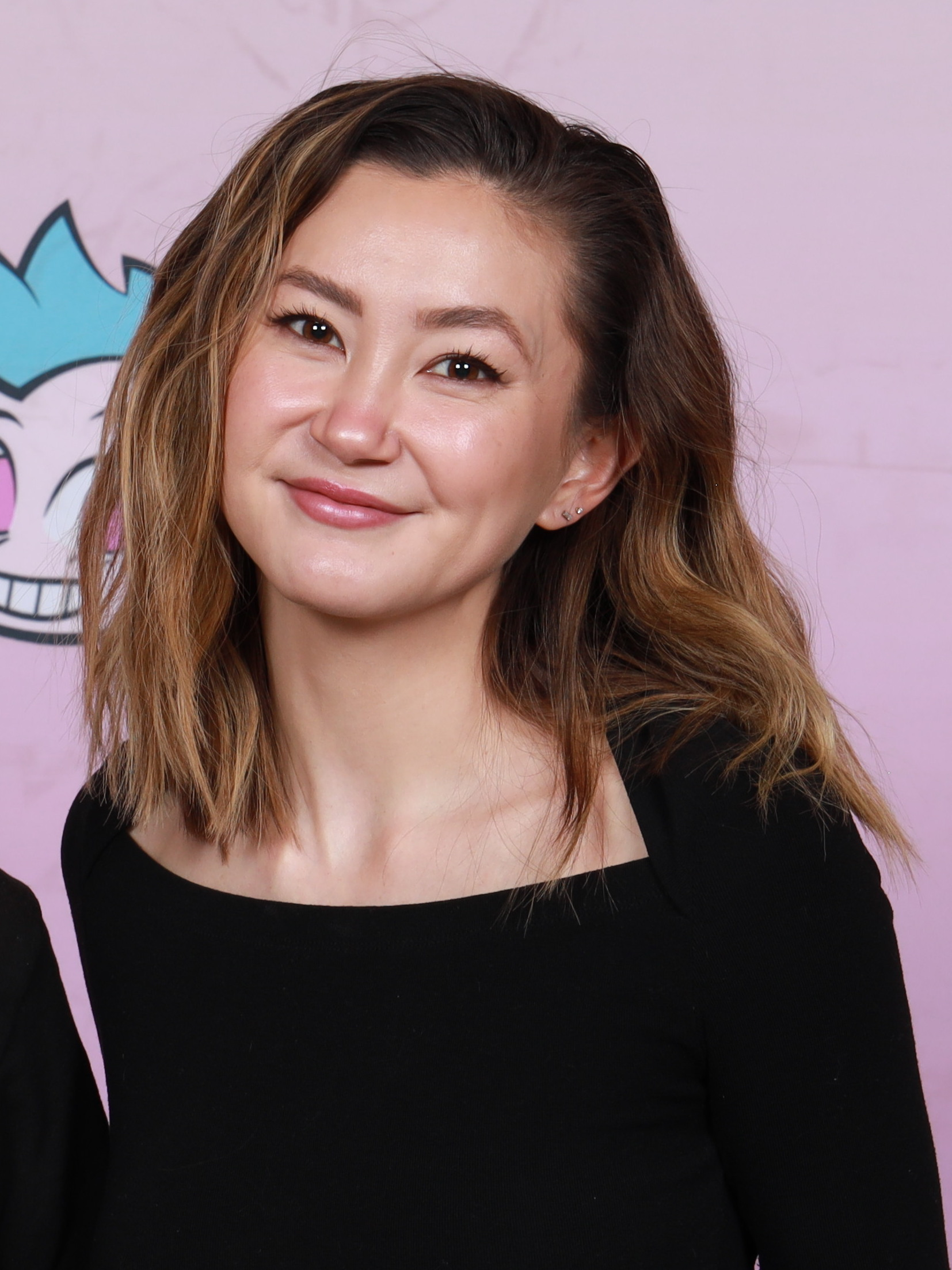
Kimiko Glenn, 2025

Kimiko Elizabeth Glenn (* 27. Juni 1989 in Phoenix, Arizona) ist eine US-amerikanische Schauspielerin, die vor allem durch die Rolle der Brook Soso aus der Serie Orange Is the New Black bekannt ist, die sie zwischen 2014 und 2017 spielte.

## Leben
Kimiko Glenn wurde als eine von zwei Töchtern des Vaters Mark, der deutsche, irische und schottische Wurzeln hat, und der Mutter Sumiko, die Japanerin ist, in Phoenix, im US-Bundesstaat Arizona, geboren. In Phoenix begann ihre Schauspielkarriere, wo sie ab der fünften Klassenstufe unter anderem am Valley Youth Theatre auftrat.
Sie besuchte die Desert Vista High School, ab 17 dann das Internat des Interlochen Center for the Arts im US-Bundesstaat Michigan. Später war sie Teil des Boston Conservatory, verließ dieses allerdings mit 19 Jahren, nachdem sie eine Rolle im Musical Frühlings Erwachen bekam.

## Karriere
Nachdem sie auch in Adaptionen von Stücken wie Verlorene Liebesmüh von William Shakespeare oder Freckleface Strawberry, ein Kinderbuch der Schauspielerin Julianne Moore, aufgetreten war, übernahm sie 2010 ihre erste Rolle vor der Kamera in einer Episode der Serie Submissions Only. Nach einigen Film- und Kurzfilmauftritten, war sie erstmals 2014 in der Rolle der Brook Soso in der Serie Orange Is the New Black zu sehen. Die Rolle der Aktivistin spielte sie insgesamt bis 2017 in über 40 Episoden.
Glenn trat unter anderem in den Serien Law & Order: Special Victims Unit, Seriously Distracted, Broad City, High Maintenance und Sofia die Erste – Auf einmal Prinzessin in Gastrollen auf. Zudem leiht sie regelmäßig Figuren aus Animations- und Zeichentrickserien die Stimme im englischen Original. So etwa von 2017 bis 2018 für Ezor in Voltron: Legendärer Verteidiger, als Lena in der Neuauflage von Duck Tales oder der Maus Stephanie Stilton in BoJack Horseman.
2018 war Glenn wiederkehrend als Nikki in der Serie The Guest Book zu sehen. Zudem lieh sie der Figur der Peni Parker im Film Spider-Man: A New Universe die Stimme.

## Filmografie (Auswahl)
- 2010: Submissions Only (Fernsehserie, Episode 3x08)
- 2012: Nous York
- 2013: HairBrained
- 2013: Holding Patterns (Fernsehfilm)
- 2014: Law & Order: Special Victims Unit (Fernsehserie, Episode 15x23)
- 2014: Seriously Distracted (Fernsehserie, Episode 1x01)
- 2014–2017: Orange Is the New Black (Fernsehserie, 43 Episoden)
- 2015: Broad City (Fernsehserie, Episode 2x08)
- 2015: Married (Fernsehserie, vier Episoden)
- 2016: Nerve
- 2016: We Bare Bears – Bären wie wir (We Bare Bears, Fernsehserie, Episode 2x09, Stimme)
- 2016: High Maintenance (Fernsehserie, Episode 1x05)
- 2016–2019: BoJack Horseman (Fernsehserie, neun Episoden, Stimme)
- 2017: Sofia die Erste – Auf einmal Prinzessin (Sofia the First, Fernsehserie, Episode 4x07, Stimme)
- 2017–2018: Voltron: Legendärer Verteidiger (Voltron: Legendary Defender, Fernsehserie, 14 Episoden, Stimme)
- 2017–2021: DuckTales (DuckTales, Fernsehserie, 13 Episoden, Stimme)
- 2018: Drunk History (Fernsehserie, Episode 5x06)
- 2018: Wie der Vater … (Like Father)
- 2018: The Guest Book (Fernsehserie, acht Episoden)
- 2018: Spider-Man: A New Universe (Spider-Man: Into the Spiderverse, Stimme)
- 2018–2020: Elena von Avalor (Fernsehserie, zwei Episoden, Stimme)
- seit 2018: Liza on Demand (Fernsehserie)
- 2019: Sag’s nicht weiter, Liebling (Can You Keep a Secret?)
- 2019–2020: Carmen Sandiego (Fernsehserie, drei Episoden, Stimme)
- 2019: Die Garde der Löwen (The Lion Guard, Fernsehserie, fünf Episoden, Stimme)
- 2020: Sacred Lies (Fernsehserie, zehn Episoden)
- 2020–2022: Close Enough (Fernsehserie, Stimme)
- 2021: Star Wars: Visionen (Star Wars: Visions, Fernsehserie, Episode 1x05, Stimme)
- 2021: Construction
- 2021: Centaurworld (Fernsehserie, zehn Episoden, Stimme)
- 2021: My Little Pony: A New Generation (Stimme)
- 2023: Die Goldbergs (The Goldbergs, Fernsehserie, zwei Episoden)
- seit 2023: Liff & Barry (Fernsehserie, Stimme)
- 2024: Hazbin Hotel (Stimme)